# Межгайцы (Львовская область)
Межгайцы (укр. Міжгайці) — село в Бисковичской сельской общине Самборского района Львовской области Украины.
Население по переписи 2001 года составляло 222 человека. Занимает площадь 5,325 км². Почтовый индекс — 81422. Телефонный код — 3236.

## История
В 1946 году указом ПВС УССР село Хлевское переименовано в Межгайцы.